# Nils-Ivar Carlborg
Nils Ivar (Nils-Ivar) Carlborg, född 29 mars 1913 i Jönköping (i Smålands artilleriregementes församling i Jönköpings län), död 21 september 2005 i Oscars församling i Stockholm, var en svensk officer (överste) och initiativtagare till Arméns fallskärmsjägarskola.

## Biografi
Carlborg avlade studentexamen i Skövde 1931. Han avlade officersexamen vid Krigsskolan 1934 och utnämndes samma år till fänrik vid Svea artilleriregemente, där han befordrades till underlöjtnant 1936, till löjtnant 1938 och till kapten 1942. Han gick Allmänna artillerikursen vid Artilleri- och ingenjörhögskolan 1936–1938 och studerade vid Krigshögskolan 1940–1942. Han inträdde i Generalstabskåren 1944 och tjänstgjorde de närmaste åren i staber, bland annat i Arméinspektionen i Arméstaben där han 1948 fick i uppgift att skriva ett reglemente för strid mot lufttrupp. För att få personlig insikt i en angripares möjligheter och begränsningar genomgick han fallskärmsutbildning i USA. Erfarenheterna från denna gjorde att han föreslog att svenska fallskärmsjägarförband skulle inrättas, eftersom kostnaderna borde kunna reduceras till en rimlig nivå. Förslaget väckte gehör och en försökskurs i fallskärmstjänst hölls under hans ledning 1951. Detta ledde i sin tur till att Arméns fallskärmsjägarskola inrättades 1952. Carlborg befordrades till major vid Bodens artilleriregemente detta år och var skolans förste chef 1952–1953. Han förflyttades till Smålands artilleriregemente 1954 och tjänstgjorde vid Arméstaben från 1955.
År 1957 befordrades han till överstelöjtnant vid Smålands artilleriregemente och under samma år var han tillförordnad chef för regementet, varefter han tjänstgjorde vid regementet till 1960. År 1960 befordrades han till överste vid Smålands artilleriregemente, varpå han var befälhavare för Kalmar försvarsområde och Växjö försvarsområde 1960–1961 och arméattaché vid ambassaderna i London och Haag 1961–1964.  Carlborg var chef för Krigsskolan 1964–1969 och kommendant i Stockholm 1969–1973.
Han var rikskårchef för Frivilliga automobilkårernas riksförbund 1973–1975 och ordförande i Stockholms skytteförbund till 1976.
Nils-Ivar Carlborg var son till överstelöjtnant Nils Gustaf Carlborg och Elisabeth Hugoson. Han gifte sig 1941 med Ann-Mari Eklind (född 1920), dotter till ingenjören Ragnar Eklind och Ruth Berglund.

## Utmärkelser
- Riddare av första klassen av Vasaorden, 1952.[19]
- Riddare av första klassen av Svärdsorden, 1953.[20]
- Kommendör av Svärdsorden, 1964.[21]
- Kommendör av första klassen av Svärdsorden, 1968.[22]